# 玛尔卢斯·奥尔登堡
玛尔卢斯·奥尔登堡（荷蘭語：Marloes Oldenburg，1988年3月9日—），荷兰女子赛艇运动员，2022年世界赛艇锦标赛女子四人单桨无舵手和女子八人单桨有舵手银牌得主、2023年世界赛艇锦标赛女子四人单桨无舵手金牌得主、2024年夏季奥林匹克运动会女子四人单桨无舵手金牌得主。